# Hipermèdia
Hipermèdia és el terme amb què es designa un conjunt de mètodes o procediments per a escriure, dissenyar o compondre continguts que tinguen text, vídeo, àudio, mapes o altres medis, i que a més, tinga la possibilitat d'interaccionar amb els usuaris.
Es podria dir, doncs, que hipermèdia és la suma dels termes hipertext i multimèdia: la multimèdia proporciona una gran riquesa de tipus de dades (texts, imatges, gràfics, so, vídeos...) i l'hipertext aporta una estructura de navegació a través de les dades. Així, una imatge amb hipervincles i text és un exemple d'hipermèdia.
L'enfocament hipermèdia d'aquests continguts els qualifica especialment com a mitjans de comunicació i interacció humanes. En aquest sentit, un espai hipermèdia és un àmbit sense dimensions físiques, que alberga, potencia i estructura activitats de les persones.
Per tant, l'hipermèdia és una forma de comunicar-se que pretén ser efectiva emprant un mètode molt semblant a la nostra forma d'expressar-nos i de pensar, permetent a l'usuari interaccionar d'una manera més rica i oberta i transcórrer per diferents camins lliurement.

## Estructura
Hipermèdia són materials de suport informàtic, que es caracteritzen per permetre enllaçar de forma interactiva (no lineal) les diverses informacions que conté, també es caracteritza pel fet que dita informació pot ser presentada mitjançant diferents codis simbòlics.
L'estructura de l'hipermèdia es basa en nodes que connecten entre si mitjançant enllaços. Però, a diferència de l'hipertext, l'inici i el destí dels enllaços (les àncores), contenen elements de diferents tipus; no són només paraules, sinó que poden ser imatges, àudio, vídeo...
En el llibre Web Style Guide: Basic design principles for creating Web sites Patrick J. Lynch i Sarah Horton diferencien quatre tipologies d'estructures: seqüencial, jeràrquica, en retícula i en teranyina.
Així, un hipermèdia és un espai virtual amb una estructura que ofereix diversos camins a l'usuari. És a dir, tot i que les diferents opcions o alternatives han estat programades per programadors de sistemes, l'estructura d'hipermèdia sempre proposa diversos recorreguts.

## Els primers models d'hipermèdia
En el seu treball Modelos Hipermedia Toni Navarrete explica els dos primers models d'hipermèdia que es van crear i que encara són perfectament vàlids avui en dia.
- El model de Dexter (1988): investiga les característiques pròpies de l'hipermèdia i descriu la seva estructura. A més, proporciona la terminologia que a partir d'aleshores es considerarà estàndard en aquest camp.

- El model d'Amsterdam: amplia el model anterior, incloent la varietat de mitjans i, molt especialment, afegint el concepte de temps que aquests mitjans comporten.

## Exemples d'hipermèdia
Un dels primers sistemes d'hipermèdia creat va ser l'Aspen Movie Map, realitzat pel MIT (Massachusetts Institute of Technology) el 1978 amb fons de l'ARPA (Advanced Research Projects Agency). Aquest hipermèdia permetia a l'usuari fer un recorregut visual per la ciutat d'Aspen (Colorado), i triar un camí arbitrari per la ciutat amb les úniques restriccions de romandre en el centre del carrer, moure’s de deu metres en deu metres i veure el carrer des d'una de les quatre vistes ortogonals.
Actualment, l'exemple més clar d'hipermèdia és la World Wide Web, formada per un conjunt d'hipermèdies enllaçades i accessibles a través d'Internet.

## Consells pel disseny d'un hipermèdia
Com s'ha vist, l'hipermèdia té una estructura complexa, per tant, un bon disseny de la informació i la navegació és bàsic per tal que l'usuari pugui veure i trobar el que necessita d'una manera ràpida i fàcil.

### En el disseny de la informació
- No sobrecarregar d'informació
- Garantir la llegibilitat del text
- Utilitzar un llenguatge entenedor
- Jerarquitzar i organitzar la informació
- Usar colors que contrastin
- Marcar els enllaços d'alguna manera per tal que l'usuari entengui que és un vincle

### En el disseny de la navegació
- Evitar la càrrega memorística
- Fer visibles els enllaços
- Facilitar assistència en els processos d'interacció complexes
- Mostrar clarament els diferents camins que pot seguir l'usuari, intentant no limitar-lo
- Facilitar a l'usuari la tornada a l'inici del camí que ha seguit